# 詹榮錫
詹榮錫（？年—？年），字幼純（伯純），安徽省徽州府婺源縣人，宣統三年進士。

## 生平
- 光緒三十四年（1908年）春，入學北洋大學堂工科土木工學門乙班生[5]，宣統三年畢業。
- 宣統二年，北洋大學堂預科補習期滿，獎給拔貢生[6][2]。
- 宣統三年三月，學部會考北洋大學堂畢業學生，得74.39分，列優等[7]
- 宣統三年四月，賞給進士出身，改為翰林院庶吉士[8]。